# Haydeé Victoria Suescum
Haydeé Victoria Suescum (1961) es una artista plástica panameña nacida en Washington D. C. Ha participado en más de cincuenta exposiciones colectivas, bienales y concursos de pintura de numerosos países, como Estados Unidos, Perú, Ecuador y Panamá.  
En la actualidad, reside en San Antonio, Texas, donde trabaja como profesora de artes plásticas y participa activamente en el mundo del arte a través de sus exposiciones y actividades de servicio social y didáctico.

## Formación
Se graduó en Historia del Arte y Artes Plásticas del Wellesley College de Massachusetts en 1983. Estudió con los maestros Dutary y Cedeño en Panamá, en el New York Studio School y en el Programa de Wesleyan University en París. Además, cuenta con una Maestría en Arte con especialización en pintura en la Universidad de Texas en 1990. Así mismo, recibió una beca del departamento de Arte y Asuntos Culturales de San Antonio, Texas en 1991, y fue una artista residente en la MacDowell Colony en Peterborough, New Hampshire en 1993.  

## Trayectoria
Creciendo en Panamá no conoció museos. En cambio, el entorno visual nativo de Suescum constaba de letreros pintados a mano por artistas sin entrenamiento académico. Imágenes que se encuentran a menudo en las regiones hispanohablantes de América, incluyendo San Antonio, donde Suescum ha vivido desde 1988. Durante los últimos veinte años, su trabajo ha estudiado el estilo de pintura de estos letreros que son hallados en las paredes de tiendas como salones de belleza, ferreterías, carnicerías, restaurantes y talleres de reparación de automóviles. La artista responde particularmente a combinaciones inusuales de colores, la perspectiva excéntrica y los cambios de escala imposibles que se ven en la señalización vernácula. Suescum ha adoptado estas cualidades en su trabajo transformando las imágenes en combinaciones nuevas y personales. 
El trabajo de Suescum se puede organizar de acuerdo con varias lógicas. A veces se agrupan por tipos de tiendas. En 2006, una docena de especialistas en uñas ofrecieron al público manicuras gratuitas en la inauguración pública de la exposición de Suescum organizada en torno a salones de belleza en el Museo Alameda. En la exposición titulada "A Plastic Practice", solo se seleccionaron pinturas de alimentos para crear un menú latinoamericano. En 2017, Suescum organizó imágenes como cócteles de camarones, mazorcas, monedas y tijeras de peluquería en los cuatro palos de las cartas del Tarot. Lectoras de cartas profesionales participaron en las aperturas.

## Distinciones
Fue seleccionada para la delegación oficial de Panamá en la 50.ª Bienal de Venecia y la exposición "Encuentro de corrientes: pintura contemporánea de Panamá, 1968-1998", presentada en la America's Society de Nueva York, el Museo Bass de Miami y el Museo de Arte Contemporáneo de Panamá.
Ha recibido varios premios, entre los que destacan el tercer premio en las Bienales de Arte de Panamá en las ediciones de 1994 y 2000.  

## Exposiciones

#### Exposiciones individuales
- 2020 Butt Paperwork Gallery, McNay Art Museum, "Folk Pop: Victoria Suescum's Tienditas", SATX
- 2017 Cinnabar Gallery, "A Fool in Love", San Antonio, TX
- 2017 Guadalupe Cultural Arts Center, "Mi Museo está en la calle", San Antonio, TX
- 2017 Anarte Gallery, "Joyful Jungle", San Antonio, TX
- 2016 Cinnabar Gallery, "A Fool in Love", San Antonio, TX.[4]
- 2016 Guadalupe Cultural Arts Center, "Mi Museo está en la calle", San Antonio, TX.[5]
- 2016 Anarte Gallery, "Joyful Jungle", San Antonio, TX.[6]
- 2014 REM Gallery, "Salón de belleza", San Antonio, Texas.[7]
- 2013 Comminos Studio, "New Work", San Antonio, Texas.
- 2007 Museo Alameda, Proyectos Gallery, “Tremendo Manicure”, San Antonio, Texas.
- 2006  Center for the Fine and Performing Arts, “Salón de Bellezas” Texas A&M International Univ., Laredo, Texas
- 2002  Galería Mateo Sariel, “Zasthebys”, Panamá, R.P.[8]
- 1995 Museo de Arte Contemporáneo, “Tablas y Cuadernos”, Panamá, R.P.
- 1993 Instituto Cultural Peruano-Norteamericano, ”Figuras Esenciales” Lima, Perú.[9]
- 1986 Museo de Arte Contemporáneo, “El Jardín de Hortensia,” Panamá , R.P.

#### Exposiciones colectivas
- 2019 Louise Hopkins Underwood Center for the Arts (LHUCA), "Town and Country National Juried Exhibition", Lubbock, TX
- 2019 Museum of Contemporary Art, "Papel Protagonista", Panamá
- 2019 REM Gallery, "Drawings", San Antonio
- 2018 Museum of Contemporary Art, "Naturaleza Escondida", Panamá
- 2018 Brownsville Museum of Fine Art, "Iconos y Símbolos de la Frontera"
- 2018 UTRGV Rusteberg Gallery, "Iconos y Símbolos de la Frontera"
- 2018 University of Texas Main Art Gallery, "Culturas" San Antonio, TX
- 2017 Centro de Artes, "A Woman’s Place is…," San Antonio, TX
- 2017 University of Texas Main Art Gallery, "Three Decades Plus: Printmaking at UTSA," San Antonio, TX
- 2017 Centro de Artes, "Iconos y Símbolos de la Frontera,"  San Antonio, TX[10]
- 2016  Mexicarte, "Iconos y Símbolos de la Frontera," Austin, TX
- 2016 Jordan Schnitzer Museum of Art, "¿Identity?," Eugene, Oregon
- 2016 McNay Museum of Art, "Meet the Future," San Antonio, TX
- 2016 Terminal 136, "A Plastic Practice: the Still Life in Contemporary Art," San Antonio, TX[11]
- 2015 Fundación Rozas Botran, "Entre Siglos," Guatemala, Guatemala
- 2015 Marcorama Gallery, "La Nueva Cara," Panamá, PMA
- 2015 Stephen F. Austin University, "Beyond the Academy: Contemporary Outsider & Expressionist Art," Nacogdoches, TX[12]
- 2015 El Paso Centennial Museum, "Symbols of the Borderland," El Paso, TX
- 2014 Giles Gallery, Eastern Kentucky University, International, "Beauty Matters," Richmond, KY
- 2014 Texas A & M University - San Antonio, Educational & Cultural Arts Center, "Contemporary Latino Art: El Corazón de San Antonio," San Antonio, Texas